# 释慧光
慧光大师（487年—536年），原杨氏，长卢（今河北定州）人。南北朝时期佛教人物。

## 生平
曾任少林寺住持，在佛学、教理和禅学等方面都有很高的造诣，造《四分律疏》，弘《四分律》分通大乘之说，是中国佛教律宗的奠基人。